# 比門特 (伊利諾伊州)
比門特（英語：Bement）是位於美國伊利諾伊州皮亞特縣的一個村落。

## 地理
比門特的座標為39°55′18″N 88°34′23″W / 39.92167°N 88.57306°W，而該地最高點為海拔高度209米（即686英尺）。

## 人口
根據2010年美國人口普查的數據，比門特的面積為2.09平方千米，當中陸地面積為2.09平方千米，而水域面積為0.00平方千米。當地共有人口1730人，而人口密度為每平方千米827人。